# Ібресинське міське поселення
Ібре́синське сільське поселення (рос. Ибресинское сельское поселение) — муніципальне утворення у складі Ібресинського району Чувашії, Росія. Адміністративний центр та єдиний населений пункт — селище міського типу Ібресі.

## Населення
Населення — 7724 особи (2019, 8415 у 2010, 9201 у 2002).

## Склад
До складу поселення входять такі населені пункти:
| Населений пункт              | Населення, осіб (2002) | Населення, осіб (2010) |
| ---------------------------- | ---------------------- | ---------------------- |
| Ібресі, селище міського типу | 9201                   | 8415                   |
| Мерчики, селище              | 0                      | -                      |